# Base militare di Paldiski
La base militare di Paldiski si trovava ad 40 km ad ovest di Tallinn, nella penisola di Pakri. La penisola, che include Paldiski ed i due principali porti, era la base di sottomarini con un centro di addestramento per il personale della flotta a propulsione nucleare dell'Unione Sovietica, precisamente la 93° Unità di addestramento.
Paldiski era una città chiusa, con accesso ristretto fino al 1993.

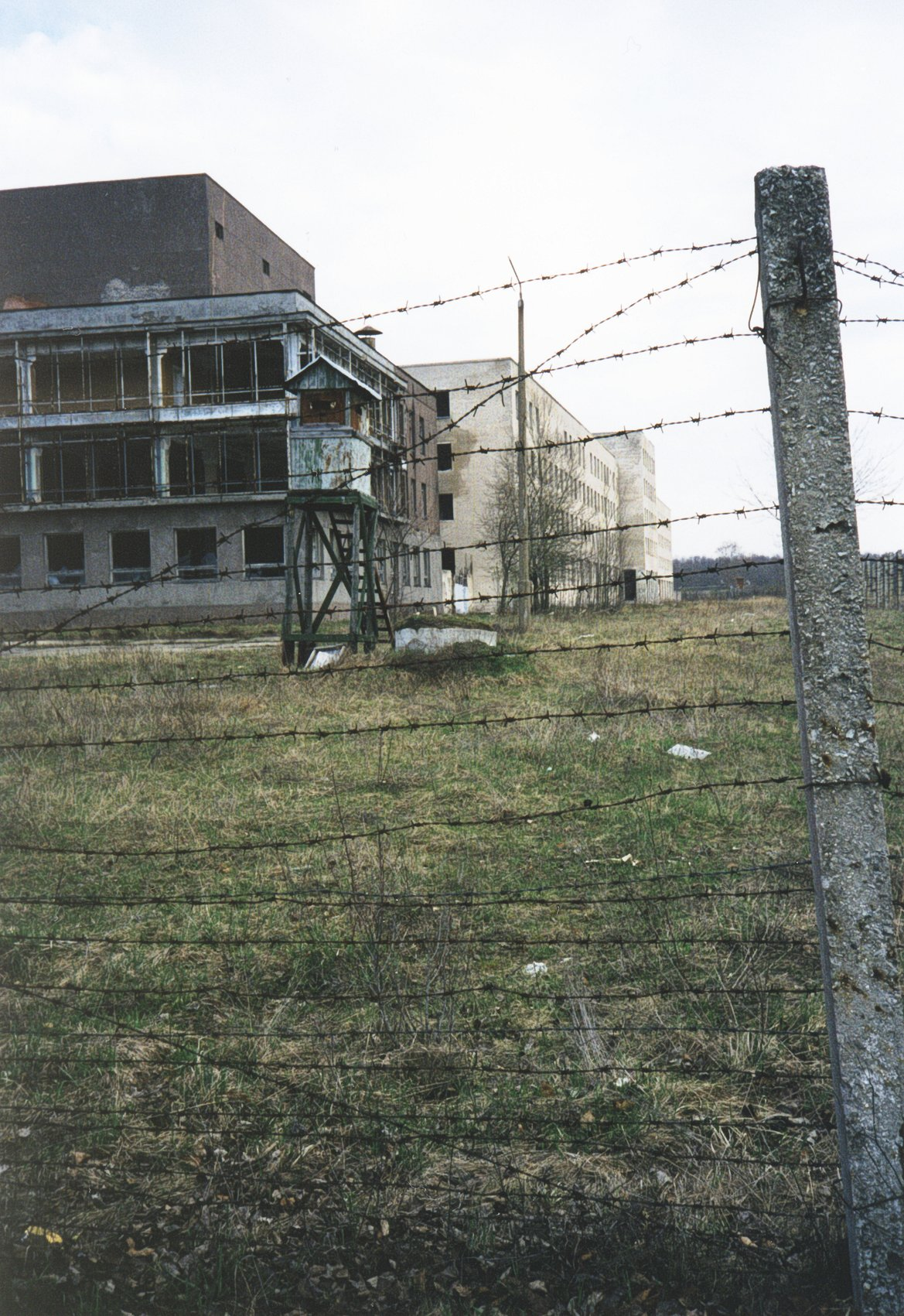
Caserma sovietica abbandonata a Paldiski (1999)

Il centro di addestramento navale aveva in dote due reattori nucleari per addestramento di sottomarini. L'area era situata circa 4 km fuori dal centro di Paldiski, nel centro della penisola di Pakri ed era gestito sotto la supervisione della Flotta baltica dell'Unione Sovietica. L'intera penisola è disseminata di bunker abbandonati, macerie ed indefinibili rottami di utilizzo militare, lasciati dai sovietici.

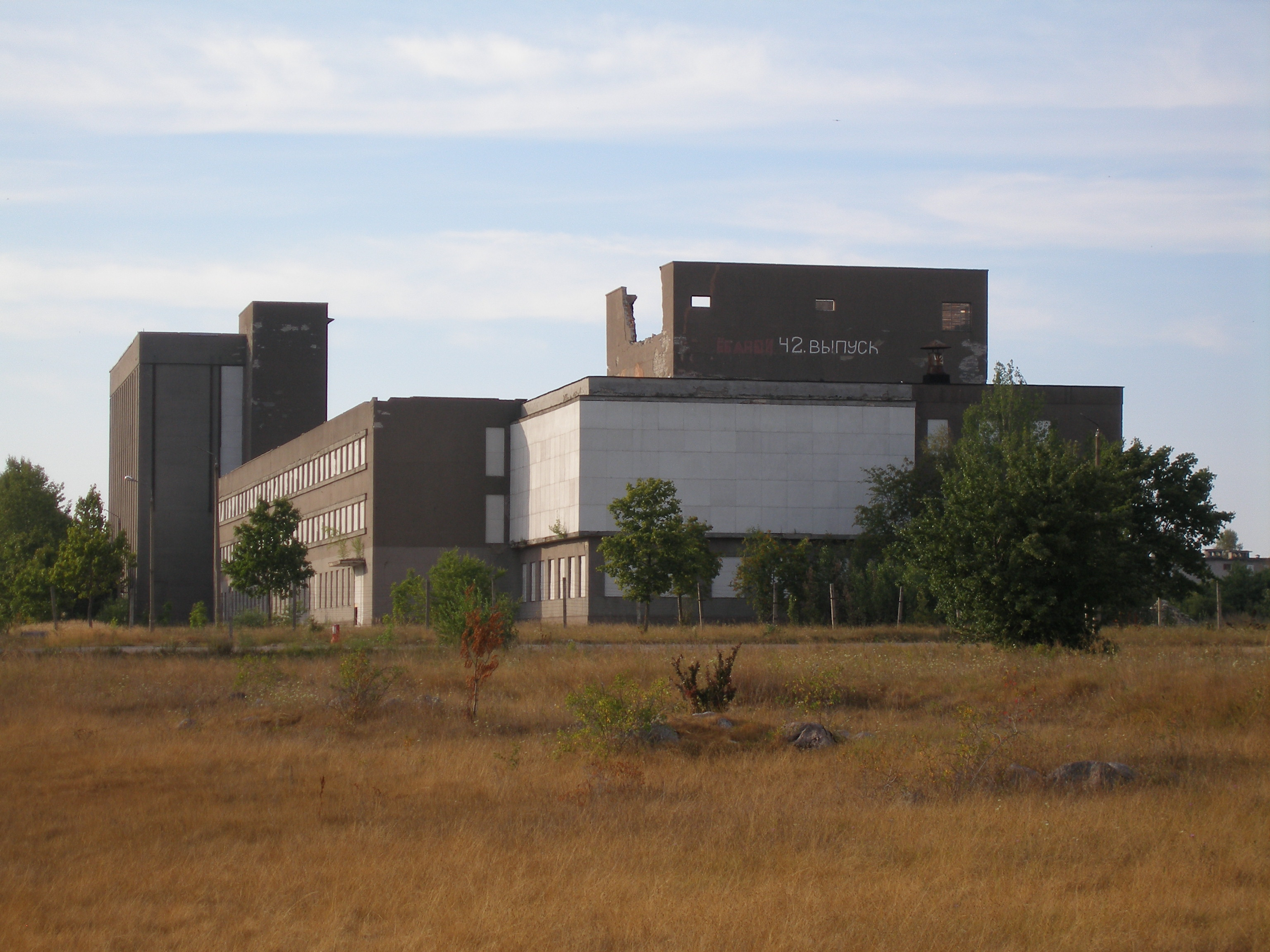
Il "Pentagono" all'ingresso di Paldiski prima della demolizione

All'ingresso della città era invece presente il cosiddetto "Pentagono", il soprannome della principale struttura addestrativa della base di Paldiski. Oggi il palazzo è stato abbattuto, dopo anni di abbandono dei sovietici.

## Utilizzo
Lo scopo principale del centro di addestramento era educare gli equipaggi nelle operazioni di gestione dei missili balistici lanciati dai sottomarini. Il corso comprendeva tutti gli aspetti teorico-pratici delle operazioni dei sottomarini in tempo di pace e di guerra. Il sito nucleare occupava 26 ettari e consisteva nell'edificio tecnologico ed altre sette importanti distaccamenti.
Dunque nei primi anni sessanta, iniziò la costruzione in terraferma di un centro addestramento per gli equipaggi dei sottomarini nucleari. Nel 1968, la prima unità di esercitazione - un prototipo della prima generazione di sottomarini sovietici con un reattore nucleare VM-A venne messo in servizio. Il reattore nella seconda unità addestrativa – un prototipo della seconda generazione di sottomarini nucleari sovietici con un reattore VM-4, arrivò alla criticità nel 1983. I reattori con tutte le strumentazioni di bordo per la produzione energetica e la propulsione erano situate in due sezioni parziali di scafo di un sottomarino, situate nella parte alta dell'area tecnologica. Il reattore del primo centro addestrativo venne in una occasione ricaricato nel 1980. Entrambi i reattori sono stati smontati nel 1989.
Il sito nucleare si trova situato 4 km fuori dal centro di Paldiski, all'interno della penisola di Pakri, occupa 26 ettari e consiste nel principale palazzo tecnologico e diverse strutture ausiliarie, come gli impianti per il trattamento delle acque reflue, un deposito di residui liquidi radioattivi, un deposito di rifiuti solidi radioattivi, un impianto di ventilazione, una struttura di lavaggio, un laboratorio radio-chimico, torri di raffreddamento, centrale termica con stoccaggio di combustibile ecc.
Dopo il collasso dell'Unione Sovietica e la dichiarazione di indipendenza dell'Estonia nel 1991, un accordo per il trasferimento delle strutture dal territorio della Repubblica di Estonia venne siglato il 30 luglio 1994 tra il presidente estone Lennart Meri e il russo Boris El'cin.
Il termine ultimo per il trasferimento era il 30 settembre 1995. Riconoscendo che esperti nucleari estoni non erano disponibili, il Governo ricercò supporto e assistenza per la dismissione del sito nucleare di Paldiski. Nel maggio 1994, la  Paldiski International Expert Reference Group (PIERG) era costituita.
La dismissione delle strutture nucleari di Paldiski, iniziarono durante i mesi di agosto e settembre quando il combustibile nucleare iniziò ad essere rimosso da entrambi i reattori e inviati in Russia il 15 ottobre 1994. I russi rimossero tutti gli impianti non contaminati e le strumentazioni segrete per le stazioni di addestramento, nonché smantellarono gli scafi dei sottomarini eccetto le sezioni contigue ai reattori dei vascelli. I compartimenti reattore sono stati messi in sicurezza attraverso la creazione di sarcofagi attorno alle sezioni di scafo. Il direttore delle operazioni fu l'ingegnere russo Yuri Chernogorov, lo stesso che aveva messo in sicurezza la nave Lepse, utilizzata per stoccare il combustibile atomico dismesso dalla flotta di rompighiaccio artici sovietici Lenin, Sibr ed Arktika (gli ultimi due della Classe Arktika), che utilizzò un composto speciale contenente carbonio (furfurale) al posto del cemento usato per la Lepse.
Dopo che la gestione del sito è stata presa in carico dalle autorità estoni, il nuovo operatore A.L.A.R.A. AS, costituito dal Governo estone, iniziò lo sviluppo dei piani di bonifica e smantellamento delle strutture rimanenti. Durante il periodo 1995-2005, un ampio lavoro ha interessato le strutture di Paldiski. Molte camere e palazzine sono state decontaminate ed quasi tutti gli edifici, non necessari per le attività future, sono stati abbattuti.
In questo momento l'obiettivo principale è incrementare la sicurezza dei sarcofagi nucleari della base di Paldiski, per un periodo minimo di 50 anni.